# الدوري الإنجليزي لكرة القدم 2015–16
الدوري الإنجليزي لكرة القدم 2015–16 (بالإنجليزية: 2015–16 Football League)‏ هو موسم من دوري كرة القدم الإنجليزي. فاز فيه نادي بيرنلي.